# Мантуанский собор

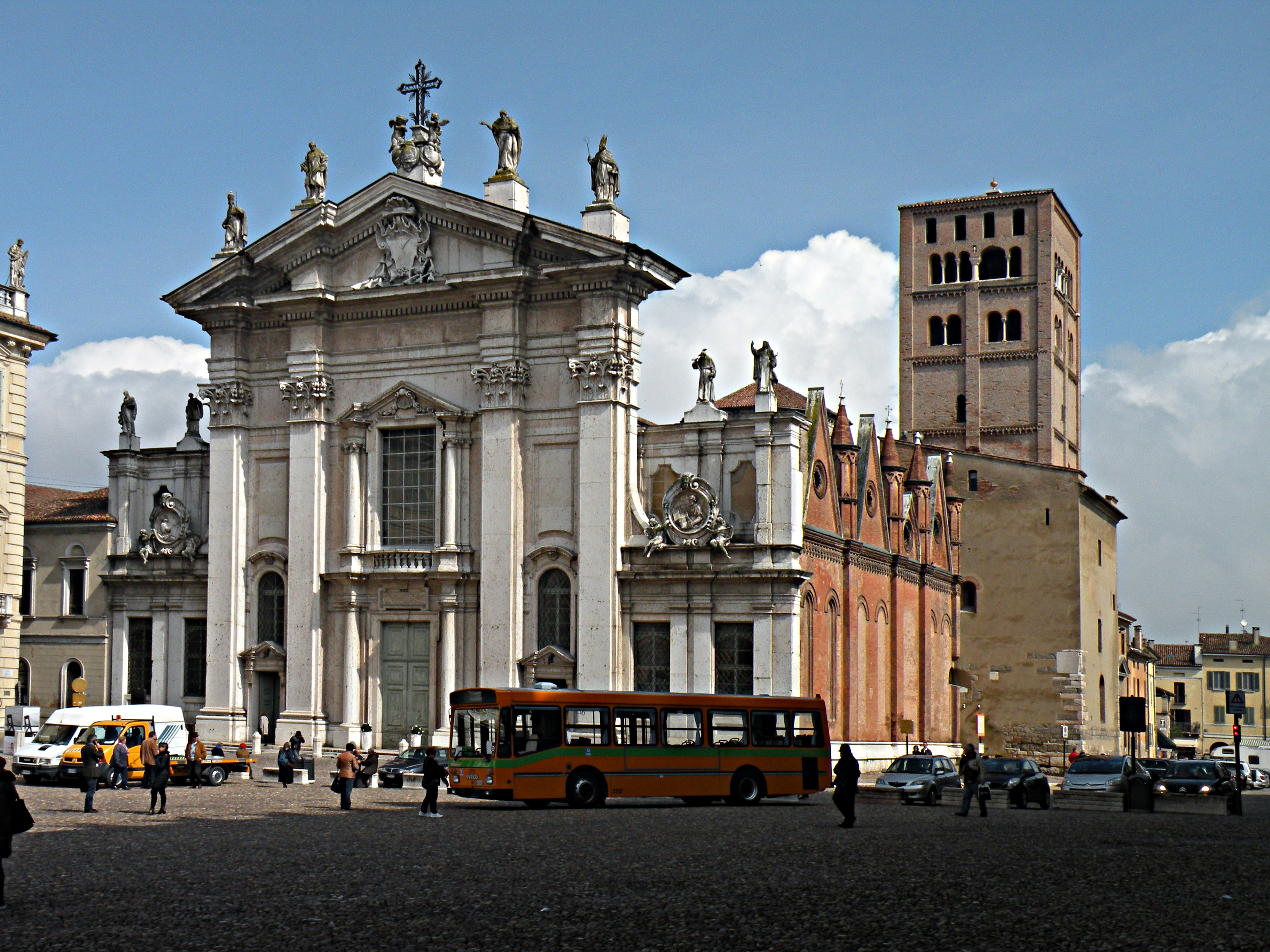
Общий вид собора

Мантуанский собор (итал. Duomo di Mantova), точнее базилика Святого Петра (итал. Cattedrale di San Pietro Apostolo) — кафедральный собор Мантуи.
Первые сооружения на месте собора, вероятно, существовали в эпоху раннего христианства, затем было построено здание, уничтоженное во время пожара 894 года.
В своей основе собор представляет сооружение XII века. С 1131 года — это романская пятинефная базилика, построенная по образцу церкви Святого Бенедетто. Кампанила представляет собой сооружение романского стиля.
В 1395—1401 годы собор по указанию Франческо I Гонзага был перестроен, построена часовня и величественный готический фасад, который можно видеть на картине Доменико Мороне в палаццо Дукале.

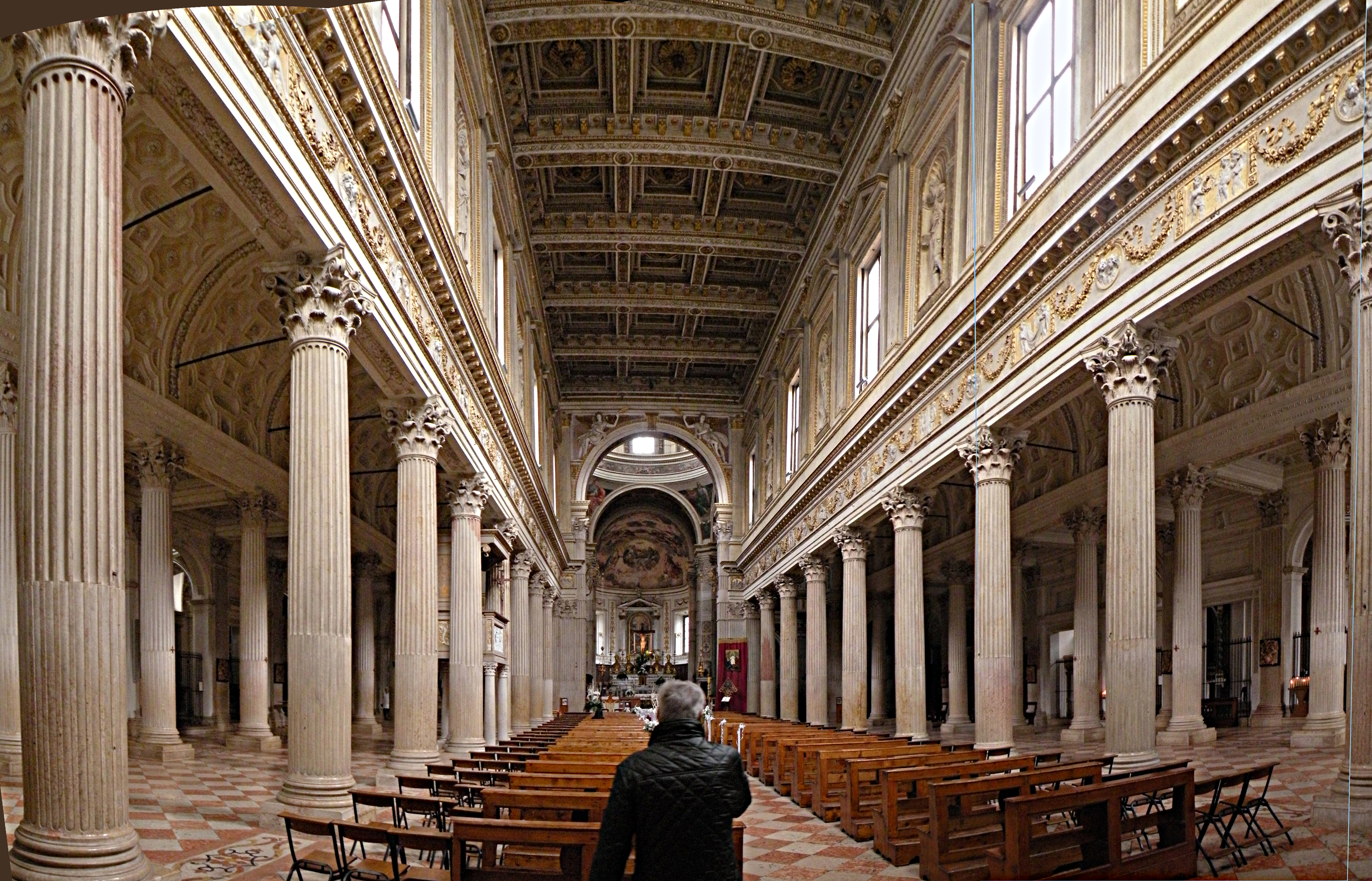
Интерьер храма
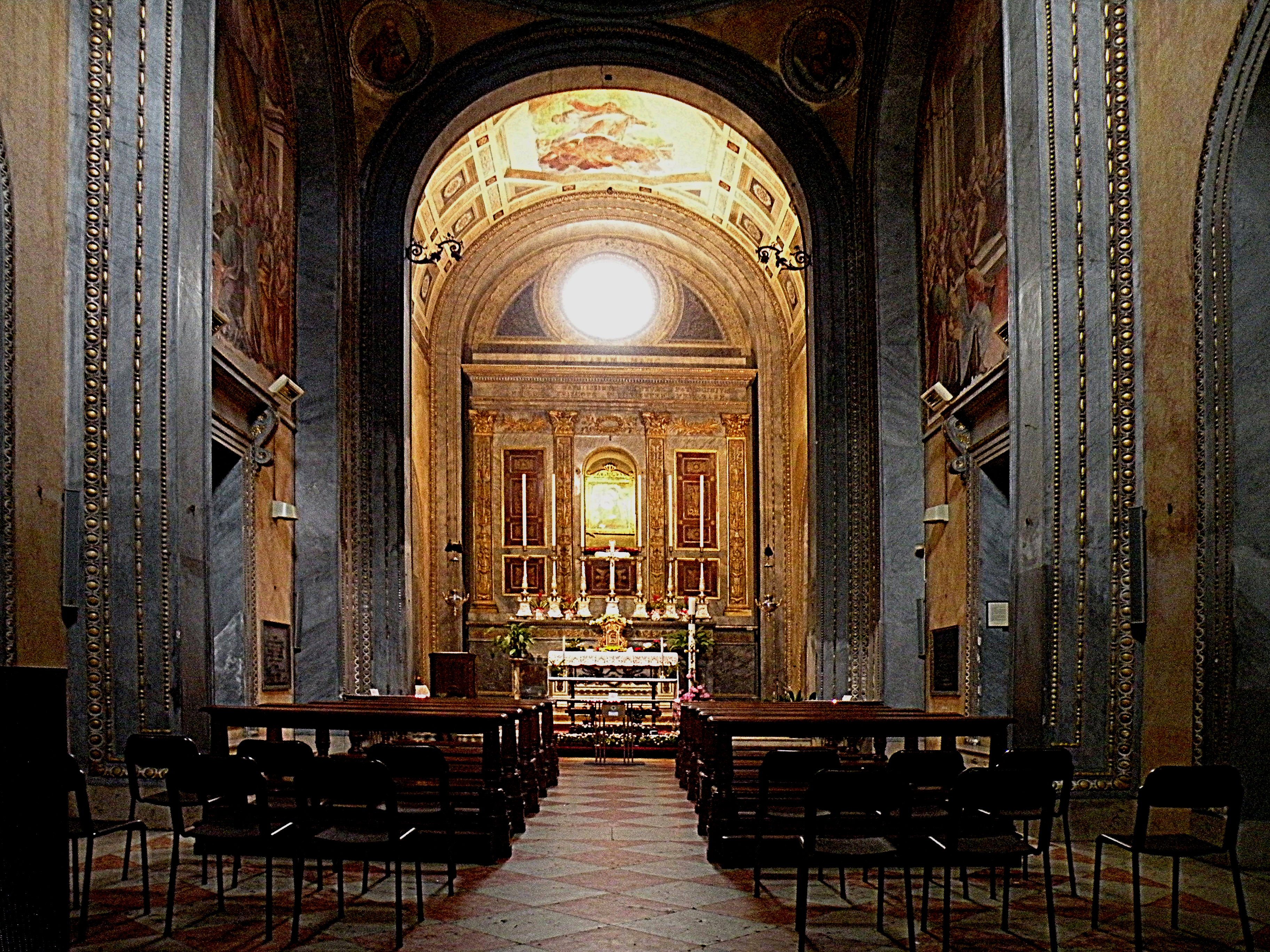
Алтарь Фаринати
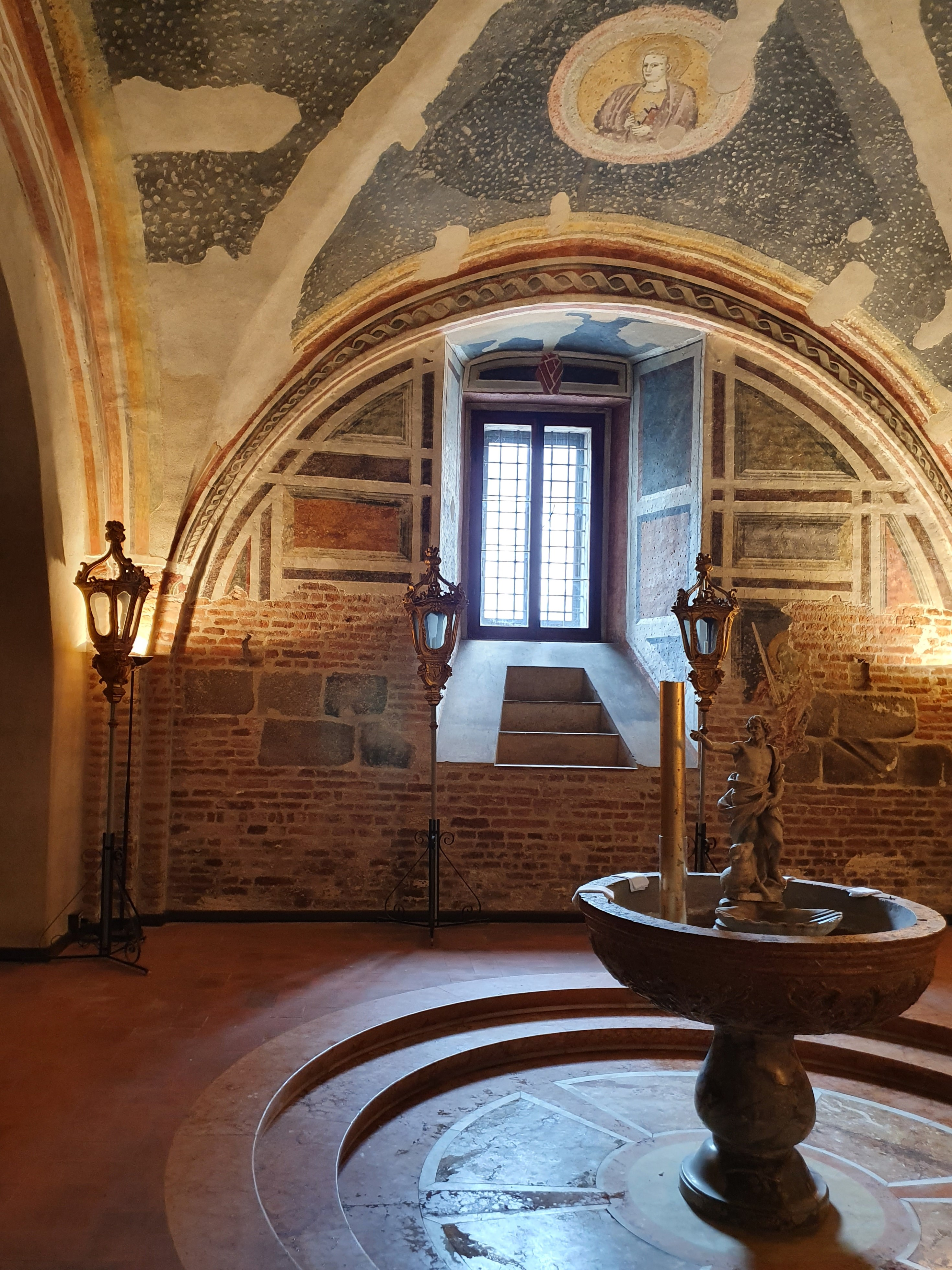
Баптисте́рий

После пожара XVI века Джулио Романо реконструировал интерьер собора с сохранением фасада здания. В 1756—1761 годы фасад был заменён на новый, сделанный из каррарского мрамора. От здания эпохи Ренессанса с правой стороны сохранилась боковая восточная стена с характерными для поздней готики треугольными сводами (нем. Joch), украшенные розетками и фиалами.
В соборе расположен алтарь работы Паоло Фаринати.